# Алдо Гордини
Алдо Гордини (на френски: Aldo Gordini) е бивш пилот от Формула 1.
Роден на 20 май 1921 година в Болоня, Италия.

## Формула 1
Алдо Гордини прави своя дебют във Формула 1 в Голямата награда на Франция през 1951 година. В световния шампионат записва 1 състезания като не успява да спечели точки. Състезава се за Симка-Гордини.